# Sông Pegnitz
 Sông Pegnitz là một con sông nhỏ ở Franken, tiểu bang Bayern, Đức. Sông Pegnitz có nguồn từ tỉnh Pegnitz ở độ cao 425 m (1.394 ft), chạy qua thành phố Nürnberg và gặp sông Rednitz tại 283 m (928 ft) phía Tây Bắc của thành phố Fürth. Từ điểm đó sông được gọi là sông Regnitz.